# Теотоній
Теото́ній (лат. Theotonius; бл. 1082 — 18 лютого 1162) — португальський священник, чернець-августинець, католицький святий. Перший пріор Коїмбрського монастиря Святого Хреста (1132—1152). Співзасновник Ордену регулярних каноніків Святого Хреста. Пріор капітули Візеуського катедрального собору (1112—1116). Сповідник і радник першого португальського короля Афонсу І (з 1132). Учасник Реконкісти. Народився в Ганфеї, Валенса в Португальському графстві. Навчався у Коїмбрі та Візеу. 1109 року прийняв таїнство священства з рук Коїмбрського єпископа, став каноніком капітули при Візеуському катедральному соборі (до 1132). Двічі здійснив паломництво до Святої землі (1116, 1126). Реформував релігійне життя на території Португалії. За життя став широко відомий у країні та Західній Європі. Товаришував зі святим Бернардом Клервоським. Неодноразово відмовлявся від сану єпископа. Помер самітником у Коїмбрі, Португалія. Похований у церкві монастиря Святого Хреста. Канонізований 1163 року колегією португальських єпископів у Коїмбрі, що було підтверджено папою римським Олександром ІІІ. Перший португальський святий. День вшанування — 18 лютого. Біографія та діяння описані в «Житії святого Теотонія». Патрон міста Візеу та Візеуської діоцезії (з 1632). Також — Теото́ніу (порт. Teotónio), святий Теотоній (порт. São Teotónio), Теотоній Коїмбрський.

## Біографія

### Ранні роки

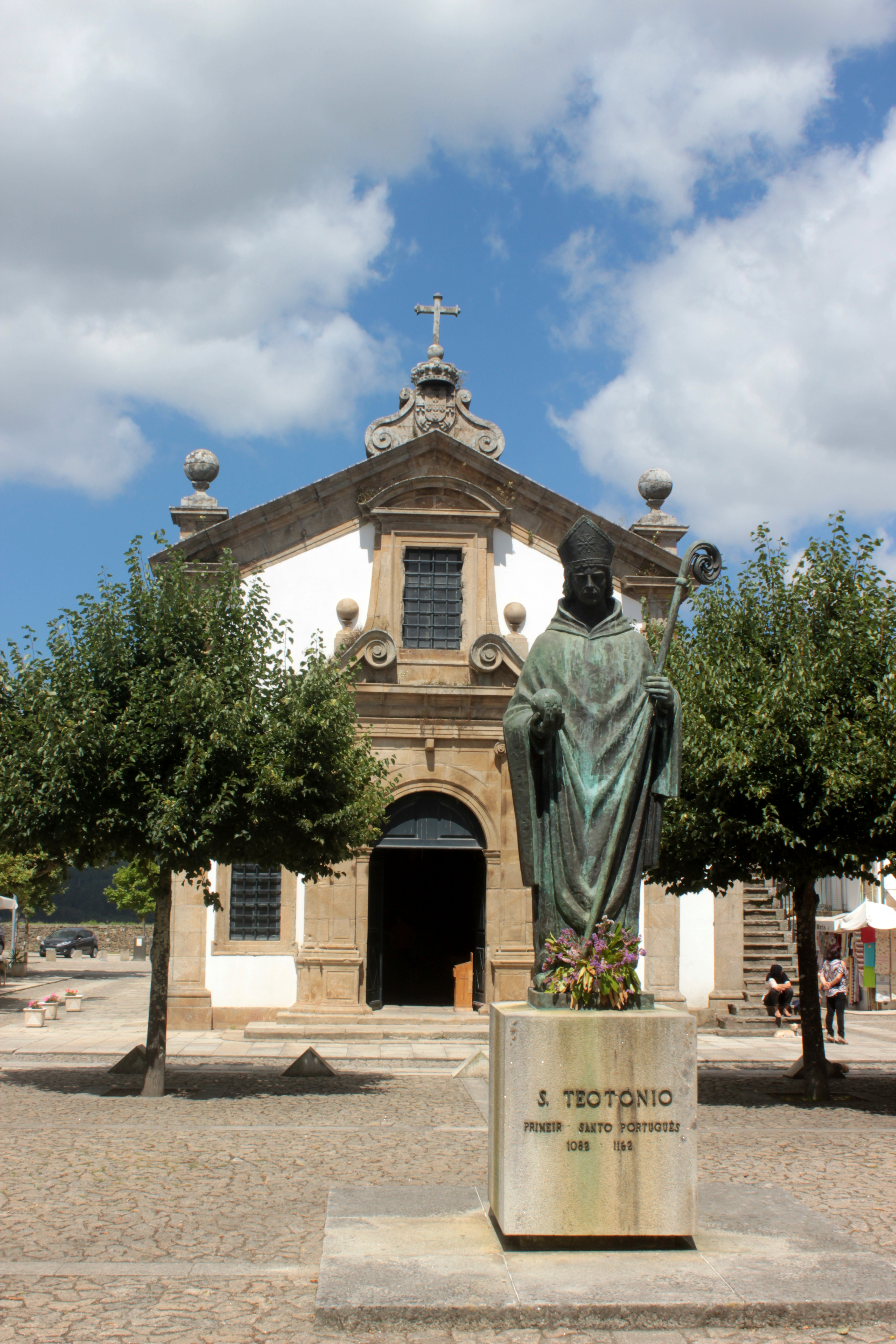
Памятник Теотонію у Валенсі.

Теотоній народився близько 1082 року в селі Ганфей у Північній Португалії. Його батьки — Овеку (Oveco) й Евгенія були заможними і побожними людьми. Хлопчику дали грецьке ім’я «Теотоній» (Феотоній) — «Божий». Його перешим вчителем був рідний дядько Кресконій (порт. Crescónio, Крешконіу), абат бенедиктинського монастиря поблизу Туя. Коли Кресконій став єпископом Коїмбрським в 1092 році, він узяв із собою 10-річного Теотонія з собою до Коїмбри, а його виховання доручив молодому семінаристу Телло (Tello), майбутньому побратимові по Ордену й монастирю Святого Хреста. 
Після смерті єпископа Кресконія в 1098 році Теотоній переїхав до Візеу, де його інший дядько Теодоріх (Теодоріку) був пріором капітули Візеуського катедрального собору святої Марії. Під час підготовки до священства юнак старанно проходив усі попередні малі чини — остіарія, екзорциста, аколіта, іподиякона. Перед 1109 роком Теотоній прийняв таїнство священства з рук єпископа Коїмбрського та став наймолодшим каноніком Візеуської капітули, радником місцевого єпископа. Як повідомляє «Житіє святого Теотонія» його побожність й аскеза привертали до нього людей: він не лише уникав розкощі, гордині й насолод, але найменших зручностей — ліжка, лави чи стільців.

### Пріор Візеуської капітули. Паломництва
Після смерті дядька Теодоріха в 1112 році єпископ Коїмбрський та мешканці Візеу вмовили 30-річного Теотонія стати пріором (суперіором) Візеуської катедральної капітули. Він прийняв цю посаду неохоче, бо цурався влади. Португальська графиня Тереза намагалася надати Теотонію посаду єпископа Візеуського й таким чином відновити цю катедру, але він постійно відмовлявся від пропозицій.
Близько 1116 року Теотоній здійснив перше паломництво до Святої землі. Повернувшись до Візеу він поновився у катедральній капітулі як канонік, але відмовився бути пріором. Щоп'ятниці він проводив літургію за души в Чистилищі в каплиці святого архангела Михаїла, а щосуботи — літургію на честь Діви Марії. П'ятнична меса закінчувалася ходою до цвинтаря да збором милостині, яку Теотоній роздавав бідним та нужденним. Пожертви охоче давали знатні й багаті португальці, що регулярно відвідували богослужіння.
У 1110–1120-х роках Теотоній мав напружені стосунки із португальською графинею Терезою. У «Житії святого Теотонія» цей конфлікт зображено як осуд священником неблагочестивої поведінки правительки. Як переповідає «Житіє», одного разу, коли Тереза і її галісійський коханець Фернандо були на літургії, Теотоній викрив їхній гріх на проповіді, після чого присоромлена пара полишила церкву. Іншого разу, коли графиня вимагала скоротити час літургії, священник пояснив, що месу править для Королеви, що більша за неї й продовжив служіння без поспіху.
1126 року Теотоній вдруге вирушив у паломництво до Святої землі. Його супроводжувало велике число пілігримів. Вони побували у Назареті, горі Табор, Самарії, Єрусалимі, Вифлеємі, Капернаумі та на Галілейському морі. У Єрусалимі Теотоній зустрівся із ченцями з Ордену регулярних каноніків Святого Письма, які прохали залишитися із ними і стати їхнім пріором. Проте він відмовився, вирішивши повернутися до батьківщини.

### Орден Святого Хреста

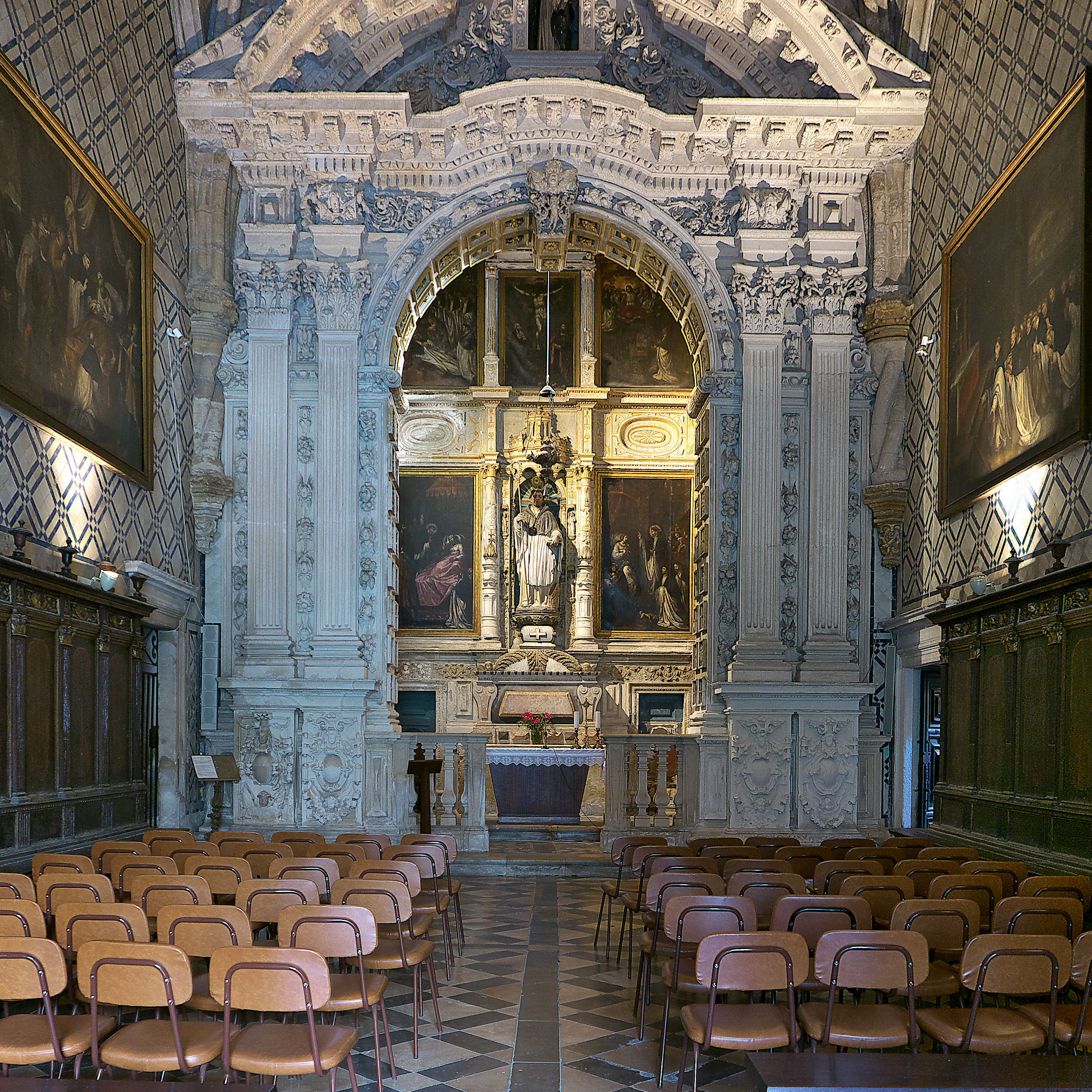
Каплиця св. Теотонія в монастирі Святого Хреста.

Паломництво справило великий вплив на Теотонія. Він зустрівся із своїм колишнім учителем, архідияконом Телло, який планував заснувати у Португалії новий монастир, і приєднався до його чернечої спільноти з 11 осіб. Священник роздав усе своє майно і спадок — одну третину бідним, іншу третину — єпископству, й останню третину — спільноті на потреби майбутнього монастиря. 
28 червня 1131 року, в день святих Петра і Павла, за підтримки короля Афонсу І, коїмбрського єпископа Бернарду та португальської шляхти, розпочалося будівництво нового монастиря біля Коїмбри. Роботи тривали понад півроку і закінчилися 22 лютого 1132 року, в Попільну Середу. На церемонії відкриття обителі були присутні король, єпископ та численні юрби народу. Єпископ дарував братії, що вже нараховувала 72 монахів, статус святого Августина. Новий монастир отримав назву Святого Хреста, а спільнота — назву Ордену регулярних каноніків Святого Хреста. Того ж дня монахи провели вибори пріора й, замість Телло,  обрали на цю посаду Теотонія. Той всіляко відмовлявся від неї, але зрештою погодився на умові розподілу повноважень: Теотоній став духовним лідером братства (хоча так і не прийняв ні титулу абата-настоятелі, ні єпископських регалій, які були йому по чину), а Телло — головним адміністратором і господарником монастиря.
У 1130 — 1140-х роках, за пріорства Теотонія, монастир Святого Хреста став найбільшим у Португалії. Він користувався протекцією короля Афонсу і був центром місіонерства та євангелізації земель, відвойованих у мусульман. Каноніки монастирського Ордену Святого Хреста (так звані «крузити», порт. Cruzios) охоче йшли на нові території, знаючи що їх чекає мученицька смерть і Небесна слава. Сам Афонсу став крузитом-мирянином, світським членом монастирського Ордену, а Теотоній — його радником, сповідником короля. Як оповідає «Житіє святого Теотонія», король завжди звертався до нього за порадою і молитвою напередодні великих звершень. Зокрема, саме молитвами Теотонія була виборена велика перемога Афонсу при Оріке над сарацинами (1139). Війна з мусульманами сприймалася, насамперед, як війна за віру, тому 1140 року Теотоній посвятив усю Португалію опіці святого архангела Михаїла — символу перемоги сил Господа над нечистими. Одночасно з цим, пріор не закривав очі на гріхи короля: коли Афонсу та його військо здобули сарацинську Севілью й обернули на рабів місцевих християн-мосарабів, Теотоній, що ніколи не полишав монастиря, прибув до двору й присоромив короля і всю його рать. Афонсу та лицарі розкаялися і відпустили мосарабів, частина з яких оселилася при монастирі Святого Хреста.

### Чудеса. Смерть. Канонізація

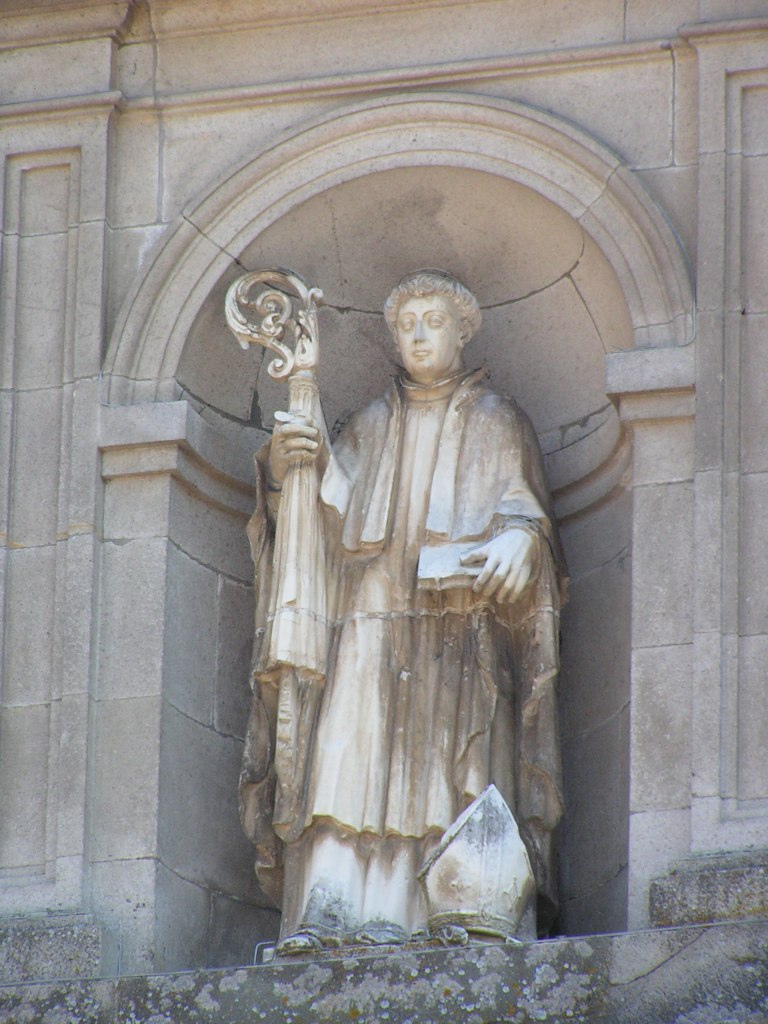
Статуя Теотонія на Візеуському соборі.

Згідно з «Житієм святого Теотонія» пріор мав чудесні цілющі властивості та силу екзорциста. Зокрема, він врятував королеву Матильду та її немовля під час пологів, а також вилікував короля Афонсу від гарячки. У інших епізодах Теотоній звільняв мирян-крузитів від страшних видінь, спричинених їхніми гріхами; виганяв іменем Ісуса Христа демонів, що мучили його братів-ченців; зцілював хворих шляхом молитви та спонуканням їх до щирого покаяння. Святий Бернард Клервоський, що був другом Теотонія, подарував йому пастирський жезл, що в руках пріора перетворився на чудодійний — той, хто торкався його, позбавлявся головних болів та інших недуг.
1152 року Теотоній склав з себе обов'язки пріора. Він повідомив братію монастиря, що фізично заслаб і бажає приготуватися до смерті належним чином. Монахи погодилися з рішенням Теотонія й обрали настоятелем його небожа, Жуана-Теотоніу. Екс-пріор залишався жити у монастирі Святого Хреста, ставши радником нового пріора. Окрім повсякденних монаших обов'язків він щоденно перечитував увесь Псалтир.
18 лютого 1162 року, в суботу, Теотоній помер в Коїмбрському монастирі Святого Хреста, в оточенні братії. Перед смертю він був сповнений радості й спокою. Як повідомляє «Житіє святого Теотонія» того дня велике коло зірок наповнили монастир і на подив усіх присутніх осяяли своїм промінням екс-пріора. Його тіло поховали у монастирській церкві. Все місто брало участь на його похоронах. За переказом, король Афонсу І, який дуже сумував за Теотонієм, сказав, що «його душа буде на Небесах раніше, ніж його тіло в могилі». Згодом самого короля поховали поруч із його сповідником.
18 лютого 1163 року, за рік після смерті Теотонія, провінційна рада португальських єпископів канонізувала його. Пріор був відомий як милостивий і побожний чернець, і справу його канонізації просував король особисто. Невдовзі рішення єпископів схвалив папа римський Олександр III (за іншими даними — Бенедикт XIV), зробивши його першим португальським святим. Вшанування Теотонія поширилося по августинських обителях Португалії та усієї Європи.

## Патрон
- Португалія: Валенса, Візеу, Візеуська діоцезія